# Bjärköarätt
Bjärköarätt (fornsvenska  bjærkøa rætter, fornnorska biarkeyiarréttr, norska bjarkøyretten, danska biærkret, birkeret), var lagen som styrde livet på en handelsplats (birk) eller i en stad i Norden under tidig medeltid. Ordet biærk anses betyda handelsvara, handel; jämför birkarlar (handelsmän). Tidigare föreställde man sig en koppling mellan namnet och staden Birka, vilket idag döms ut.
De äldsta kända bjärköarätterna är från Nidaros (Trondheim) och Bergen i Norge, från 1100- och 1200-talen. Ett fragment av en äldre uppteckning från Nidaros härrör från tiden efter 1164, och den yngre uppteckningen från Bergen antogs på ting där 1276. Bjärköarätten för Lödöse i Västergötland finns bevarad från år 1345, men antas ursprungligen ha varit avsedd för Stockholm. Det skall också finnas delar av andra bjärköarätter från 1300-talet. Från Danmark finns en skånsk birkerätt från slutet av 1200-talet.
Uppkomsten av Bjärköa-rätten avsedd för Stockholm härrör troligen av en revision av Upplandslagen, vilken var mer lämpad för stadens behov. 